# Українсько-російські відносини у передвоєнний період
У статті подані події про які відомо з відкритих джерел у період від проголошення незалежності України до початку російсько-української війни.

## Загальна Інформація
Від початку існування незалежної України, Росія фінансувала і підтримувала численні проросійські партії та організації, які протягом 1991-2013 років виступали проти української державності, проти вступу України до НАТО, ЄС та СОТ, проти реабілітації воїнів ОУН-УПА, заперечували або применшували трагедію Голодомору, підтримували культ 9 травня та декларували прихильність до «східнослов'янської культури» й канонічного православ'я, бачачи Україну в союзі з Росією й Білоруссю та заперечуючи право на існування незалежної від Москви української православної церкви.
Росія систематично намагалися перешкодити українському експорту зброї, намагалися взяти під контроль стратегічні підприємства які доводила до припинення діяльності та банкрутства, численні представники російської влади регулярно піддавали сумніву територіальну цілісність та суверенітет України, а також окремих її територій.

## Вплив Росії у політичних процесах

### Розпад радянського режиму
У останні роки існування радянського режиму, коли внаслідок перебудови впроваджувалася політика гласності та демократизація суспільного життя, радянські військові та спецпризначенці мали нищити в Західній Україні символіку, що стосувалася періоду національно-визвольної боротьби. Відомо про спроби затримання організаторів несакціонованих владою зібрань, вандалізм та підривання на памʼятників.
19 листопада 1990 року був підписаний договір між Українською Радянською Соціалістичною Республікою і Російською Радянською Федеративною Соціалістичною Республікою, де підкреслювалося що він базувався на деклараціях про суверенітет обох сторін.

### За президентства Кравчука

#### 1991
8 грудня 1991 року тодішніми президентами Леонідом Кравчуком, Борисом Єльциним та Головою Верховної Ради Республіки Білорусь Станіславом Шушкевичем у Біловезькій Пущі була підписана Біловезька угода, яким констатовано припинення існування Союзу РСР і створення Співдружності Незалежних Держав (СНД). Окрема угода була укладена щодо здійснення єдиного контролю над наявною в державах ядерною зброєю – у грудні 1991 року в Алма-Аті Кравчук, Єльцин, Шушкевич та Назарбаєв підписали угоду «Про спільні заходи щодо ядерної зброї», внаслідок чого тактичну ядерну зброю зобовʼязалися вивезти до Росії з територій України, Білорусі та Казахстану до 1 липня 1992 року. Кількість вивезених ракет – невідома.

Російська Федерація з першого року незалежності намагалася вберегти свій вплив в українській армії. За словами першого міністра оборони України Костянтина Морозова:  
«Москва розраховувала зберегти єдиною радянську армію як останню спробу збереження хоч якоїсь форми Союзу. Для цього вона вживала безліч заходів: нав’язливо погоджувала з нами спільні завдання, систему призову і комплектування, освіти, зв’язку, забезпечення тощо. Коли там усвідомили незворотність української політики, почалися пограбування складських запасів матеріальних засобів. У той же час у військах розгорнули шалену пропагандистську кампанію проти української присяги, активувалися сили протидії створенню нашої власної армії. З’являлися антиукраїнські громадські організації, у тому числі і серед нелояльних офіцерів. Це були серйозні виклики для України, зокрема пов’язані й з ризиками втратити щойно проголошену незалежність.
У 1990-х, майбутні російські президенти Володимир Путін і Дмитро Медведєв тривалий час працювали в команді Анатолія Собчака, який ще в 1992 році публічно виступав за відторгнення Криму і критикував Україну за розвиток сильної армії для захисту незалежності країни. Також 1992 року Верховна Рада Російської Федерації постановила, що передача Криму до складу Української РСР нібито була незаконною.

#### 1992
23 червня 1992  року в місті Дагомис була укладено угода між Україною і Російською Федерацією про подальший розвиток міждержавних відносин.

#### 1993
У червні 1993 року на з'їзді у Донецьку була створена проросійська політична партія лівого спрямування — КПУ (ліквідована у 2015).
3 вересня 1993 року було укладено чотири міжнародних документи, укладені Україною та РФ за підсумками переговорів у передмісті Ялти — Масандрі.
- протокол про врегулювання проблем Чорноморського флоту[14]
- основні принципи утилізації ядерних боєзарядів стратегічних ядерних сил, що дислоковані в Україні
- угода між Урядом Російської Федерації та Урядом України про утилізацію ядерних боєзарядів
- угода між Україною та Російською Федерацією про порядок здійснення гарантійного та авторського нагляду за експлуатацією стратегічних ракетних комплексів Стратегічних Сил, розташованих на їхніх територіях

Угоди стосувалися врегулювання проблем поділу Чорноморського флоту колишнього СРСР та утилізації ядерної зброї, що знаходилася на території України.

### За президентства Леоніда Кучми

#### 1994
Російський диктатор і Володимир Путін вже у 1994 році висловлював російські територіальні претензії на Крим, східні регіони України та Північний Казахстан, згідно інформації видання Der Spiegel із посиланням на архівні документи МЗС Німеччини.
Генеральний консул Німеччини в Санкт-Петербурзі зазначив у записах, що 14 січня 1994 року Путін «з наголосом» повторив те, що вже говорив йому раніше: «Крим, східна Україна та північний Казахстан — як мінімум ці регіони — ніколи не були для Росії зарубіжними, а завжди були частиною російських територій». На момент розмови Володимир Путін працював на керівних посадах в уряді Санкт-Петербурга, який очолював тодішній мер Анатолій Собчак. Той активно розвивав відносини із країнами Заходу, але при цьому звинувачував український уряд в націоналізмі і вважав Кримський півострів російським.
5 грудня 1994 року між Україною, Росією, Великою Британією та США був підписаний Будапештський меморандум — угода про гарантії Україні у зв'язку з набуттям нею неядерного статусу. Того самого дня Україна приєдналась до Договору про нерозповсюдження ядерної зброї. Напередодні підписання, тодішня влада у Вашингтоні змушувала Україну відмовитися від ядерної зброї, попри ризик російського вторгнення.

#### 1995
В липні помер перший київський патріарх Володимир. Київський патріархат наполягав, що святішого необхідно поховати біля стін Софійського собору. Проти цього виступило все проросійське духовенство Московського патріархату. 18 липня активісти УНА-УНСО рухалися на чолі багатотисячної процесії з труною. Вони проривали міліцейські кордони і Софійська площа заповнилася людьми. Софіївський заповідник було заблоковано зсередини, там чекали команди бійці Беркуту. За кілька годин очікування члени УНСО почали ламати асфальт та рити могилу праворуч від брами собору. Ще за дві години, коли труну з патріархом вже засиплють землею, спецпризначенці МВС отримали почали силовий розгін людей що брали участь у похованні. Десятки людей було поранено, двоє активістів УНСО померли від травм. Міліцейський кордон біля могили патріарха Володимира чергував до ночі і лише після опівночі вірянам дозволили впорядкувати могилу.

#### 1996
У квітні 1996 року була утворена ПСПУ, проросійська партія лівого спрямування (ліквідована у 2022).

#### 1997
30-31 травня 1997 року відбувся перший візит президента Російської Федерації до України — Борис Єльцин разом із Леонідом Кучмою підписали договір про дружбу, співробітництво і партнерство між Україною і Російською Федерацією — угоду між Україною і Російською Федерацією, в якій закріплювалися принцип стратегічного партнерства, визнання непорушності наявних кордонів, повага до територіальної цілісності та взаємні зобов'язання не використовувати свою територію на шкоду безпеці один одного. Цей договір припиняв дію попереднього договору між УРСР і РРФСР 1990-ого року.

#### 1998
У листопаді 1998 року президент Леонід Кучма підписав «Програму співробітництва України з НАТО на період до 2001 року».

#### 1999
25 березня 1999 року, напередодні виборів, загинув політик В'ячеслав Чорновіл за нез'ясованих обставин в автокатастрофі на шосе під Борисполем. В'ячеслав Чорновіл і його водій Євген Павлов загинули на місці, прессекретар лідера НРУ Дмитро Понамарчук був госпіталізований з важкими травмами. Колишній заступник генпрокурора Микола Голомша заявив, що Чорновола добили, ймовірно, кількома ударами кастета. Соратники В'ячеслава Чорновола та його син Тарас Чорновіл, патріотично налаштована громадськість вважають його загибель політичним убивством напередодні майбутніх президентських виборів.
У самий розпал «Косівської кризи», у квітні 1999 року, в Києві відкрилася місія НАТО. 12 червня 1999 слідом за Угорщиною, Болгарією та Румунією Україна на кілька годин закрила свій повітряний простір для російських літаків, що летіли до Приштини, що зумовило вкрай хворобливу реакцію Росії.

#### 2000
18 квітня 2000 року відбувся перший візит Володимира Путіна до України, а 18 липня того ж року другий.

#### 2001
21 квітня 2001 року послом Російської Федерації в Україні став Віктор Черномирдін. 12 листопада 2001 року відбувся черговий візит Путіна. Того ж року він був в Україні у липні, серпні та грудні.

#### 2002
6 жовтня 2002 відбувся єдиний у 2002 році візит Путіна. 2002 року США звинуватили Україну в поставках станцій радіотехнічної розвідки «Кольчуга» до Іраку, після чого США заморозили фінансову допомогу Україні (йшлося загалом про 54 млрд доларів) і пригрозили санкціями у випадку, якщо продаж «Кольчуг» вдасться довести. Леонід Кучма – скомпрометований не лише скандалом із розвідувальними станціями, а й убивством Георгія Ґонґадзе – став міжнародним ізгоєм. Значною мірою, саме цей скандал змусив Кучму до обрання «східного вектору» міжнародної політики. Путін і сателіти Росії залишились єдиними партнерами Президента Кучми, а отже й України.

#### 2003
2003 рік оголошено Роком Росії в Україні. 28 січня 2003 року був підписаний договір про українсько-російський державний кордон, спірною ділянкою залишалося Азовське море та Керченська протока. Наприкінці року, 24 грудня, був підписаний договір про співробітництво у використанні Азовського моря і Керченської протоки. Путін відвідував Україну 2003 року чотири рази, у січні, квітні-травні, вересні та грудні.
Як заявив полковник ФСБ Ігор Гіркін, російська влада ще у 2000-х роках розпочала спроби встановлення економічного контролю над Україною, щоб «купити її з тельбухами». За його інформацією, для цього Путін дозволив російським олігархам та чиновникам скупити значну частину всієї української власності.

#### 2004
2004 року Путін відвідав Україну сім разів, з яких двічі безпосередньо перед президентськими виборами, 26-28 жовтня та 12 листопада. У липні Кучма вилучив із воєнної доктрини тезу про те, що вступ у НАТО і Європейський Союз є кінцевою метою політики євроатлантичної і європейської інтеграції.
Зі старту передвиборчої кампанії відразу ж чітко окреслилась тенденція до застосування адмінресурсу на користь провладного кандидата. Передвиборчу кампанію Януковича вів російський політолог Гліб Павловський, який прибув до Києва на чолі цілої бригади російських радників та політтехнологів. 2006 року Павловському заборонили в'їзд на територію України протягом 5 років через діяльність, яка суперечить національним інтересам країни. Під час передвиборчої кампанії та напередодні виборів у храмах Московського патріархату священники через тиск влади та церковного керівництва проводили агітацію за кандидата на посаду Президента В. Януковича.
5 вересня 2004 року сталося отруєння тодішнього кандидата у президенти Віктора Ющенка, до якого згодом було виявлено причетність російських спецслужб. У листопаді 2024 року розвідка Сполучених Штатів Америки (США) оприлюднила секретний документ про убивства за кордоном політичних опонентів очільника Росії Володимира Путіна, у цьому документі аналізується діяльність російських спецслужб із 2000 до 2016 року, і  міститься інформація про отруєння діоксином експрезидента України Віктора Ющенка. Незважаючи на численні фальсифікації президент Володимир Путін вітав тодішнього премʼєр-міністра Віктора Януковича з перемогою на виборах двічі, 22 (ще до оголошення офіційних результатів) та 25 листопада.

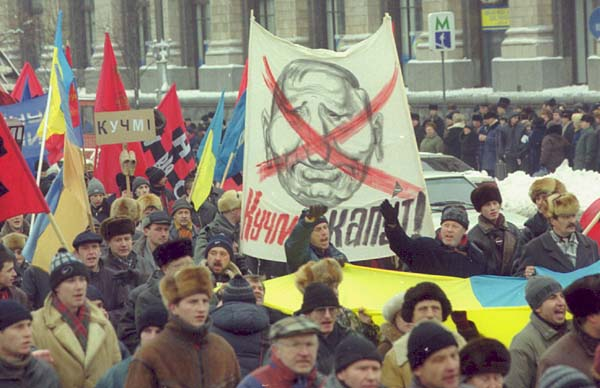
Протести 6 лютого 2001 під час акції Україна без Кучми
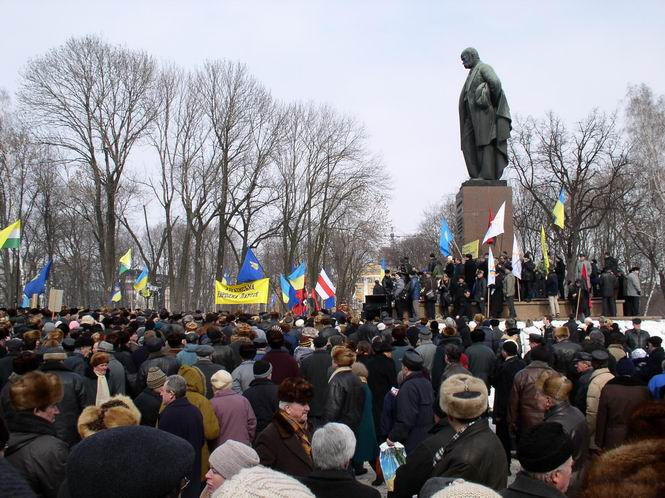
Мітинг опозиційних сил біля пам'ятника Тарасу Шевченку в Києві 9 березня 2003

### За президентства Віктора Ющенка

#### 2005
19 березня 2005 року відбувся візит Путіна до України де він зустрівся із тодішніми президентом Віктором Ющенком, премʼєр-міністром Юлією Тимошенко, спікером Володимиром Литвином та митрополитом УПЦ МП Володимиром Сабоданом.

#### 2006
22 грудня 2006 року Путін відвідав Україну де зустрівся із тодішнім премʼєр-міністром Віктором Януковичем.

#### 2007
У листопаді 2007 року відбувалися кримсько-татарські протести проти тодішньої влади АРК, що складалася з представників проросійської Партії регіонів.

#### 2009
У липні 2009 року Україну вперше відвідав як патріарх РПЦ Володимир Гундяєв.

### За президентства Віктора Януковича

#### 2010
У січні-лютого 2010 року на президентських виборах переміг проросійський кандидат Віктор Янукович. 21 квітня 2010 року у Харкові між тодішніми президентами Януковичем та Медведєвим була підписана угода між Україною і Російською Федерацією, згідно з якою термін перебування Чорноморського флоту Російської Федерації у Севастополі подовжено з 2017 до 2042 року (у березні 2021 року стало відомо що Служба безпеки України перевірить чи була державною зрадою ратифікація 236 народними депутатами угод а також повідомили про підозру в держзраді тодішньому премʼєр-міністру Миколі Азарову, а у липні 2022 року Міністрам закордонних справ та юстиції часів президентства Віктора Януковича Костянтину Грищенку та Олександру Лавриновичу повідомили про підозру у держзраді).
Впродовж липня 2010 року проходив другий візит російського патріарха Гундяєва. У серпні новим послом Російської Федерації в Україні став Михайло Зурабов. У листопаді того ж року відбувався ще один візит Гундяєва, а наступні візити відбулися у травні, липні, вересні та жовтні 2011 року.

#### 2011
9 травня 2011 відбулися сутички на Пагорбі Славі та Марсовому полі. Низка проросійських організацій спробувала провести демонстрацію у Львові. Внаслідок цього відбулися масові сутички протестуючих та міліції (разом із групою цивільних осіб, в тому числі із зброєю). Подія привернула увагу українських та російських ЗМІ, КПУ вимагала відібрати у Львова право проведення чемпіонату Європи з футболу 2012.

#### 2012
3 липня 2012 року, після ухвалення Верховною Радою закону «Про засади державної мовної політики», на Європейській площі під Українським домом зібрався мітинг на підтримку української мови, деякі з учасників акції оголосили голодування. Частина протестувальників залишилася на ніч. На наступний день між мітингувальниками та співробітниками спецпідрозділу «Беркут», стягнутими на місце подій, відбулися зіткнення зі застосуванням сльозогінного газу. 8 липня, попри акції протесту, що проходили не тільки в Києві, а й у ряді інших міст України, Президент України Янукович підписав скандальний русифікаторський закон.
12 липня 2012 року відбувся візит Путіна до України, а наприкінці місяця відбувся черговий візит російського патріарха Гундяєва до України.

#### 2013
27 липня 2013 року відбувся черговий візит Путіна, на урочистості присвячені 1025-ліття Хрещення Київської Русі.
20 грудня 2013 року Російський державний Фонд національного добробуту викупив облігації Уряду України на суму 3 млрд доларів у борг (відомий як «борг Януковича»). Кошти були отримані 24 грудня 2013 року, і їх вистачило на три дні, до 27 грудня 2013. Як заявив тодішній прем'єр-міністр Микола Азаров, грошей вистачило на три дні, їх начебто було використано на «погашення боргів із соціальних зобов'язань». Згодом стало зрозуміло, що майбутніх траншів кредиту не буде, а під «соціальними зобов'язаннями» Микола розумів оплату Газпрому за поставлений в Україну газ: «Російський кредит на 3 млрд доларів, отриманий Україною в грудні минулого року, був відразу ж направлений назад до РФ як розрахунок за російський газ» — заявив 8 квітня 2014 року голова НБУ Степан Кубів в ефірі Першого національного телеканалу.
23 лютого 2014 був відкликаний (до червня 2014) посол Російської Федерації в Україні Зурабов. У лютому-березні відбулися одні з останніх масових кримсько-татарські протести проти російської анексії Криму.

## Русифікація та навʼязування російської ідеології
У Севастополі з 1992 по 2005 рік ЧФ РФ проводив інтенсивне «завантаження» міста російською державною символікою та історичною атрибутикою. Свої дії флот не узгоджував ні з Урядом України, ні з органами місцевої влади. В цей період відкрито 13 пам’ятників, 6 пам’ятних знаків і 22 меморіальних дошки, присвячених особам і подіям російської історії, розміщено російські прапори. «Узгодження» цих дій проводилось тільки на місцевому рівні, вже після їх офіційного відкриття, а дещо залишилось не узгодженим взагалі. ЧФ в 1995 році не погоджувався з навчанням їх дітей за українськими програмами, тому наполягав на створенні для себе окремої школи для дітей офіцерів і мічманів ЧФ РФ. Таку школу флоту в Севастополі збудував мер Москви Лужков. Але, згодом, ЧФ РФ переглянув свою позицію.

## Економіка

###### Доведення до банкрутства підприємств
ЗАлК
у 2007 році Русал придбав Запорізький виробничий алюмінієвий комбінат – єдиний завод в Україні, який виробляв сирий алюміній. Згодом Запорізький алюмінієвий комбінат припинив свою роботу, отже Миколаївський глиноземний завод не міг поставляти свою продукцію на переробку в Україну і став залежним від торгівлі з Росією. Україна  ренаціоналізувала 68% Запорізького алюмінієвого комбінату у 2015 році. Перед поверненням комбінату у власність держави, через грубі порушення приватизаційних зобов’язань підозрювані активізували знищення підприємства – зокрема, здійснили розконсервацію та ліквідацію основних фондів «ЗАлКу», що призвело до руйнування завершеного циклу виробництва кінцевої продукції підприємства.
ЛАЗ
2013 року припинив діяльність Львівський автобусний завод що перебував з 2001 року у власності російського бізнесмена Ігоря Чуркіна. 6 травня 2014 року Державна виконавча служба України видала постанову про арешт майна заводу-боржника.
Миколаївський глиноземний завод
Коли ЗАлК припинив свою роботу, Миколаївський глиноземний завод не міг поставляти свою продукцію на переробку в Україну і став залежним від торгівлі з Росією. 16 лютого 2023 року Вищий антикорупційний суд за позовом Мін’юсту передав у держвласність один із найбільших в Європі виробників глинозему – Миколаївський глиноземний завод, Глухівський, Хустський та Жежелівський кар’єри. Ці підприємства належали російському мільярдеру Олегу Дерипасці, засновнику російської алюмінієвої групи «Русал».
ХТЗ
Російський олігарх Олег Дерипаска купив ХТЗ у 2007 році. 2016 року співробітники Служби безпеки України запобігли спробі менеджменту російської промислової групи знищити виробничий комплекс ПАТ «Харківський тракторний завод». Директор запланував провести демонтаж і перевезення до РФ обладнання ливарного цеху, а також звільнити майже третину працівників підприємства, спеціалістів, задіяних у реальному виробництві, на заводі майже 50%. Менеджментом був виданий відповідний наказ та затверджено новий штатний розпис. Реалізація цих планів призвела б до повного припинення діяльності Харківського тракторного заводу, на якому планувалося розміщення замовлення Міністерства оборони України.

###### Торгові війни
| Українсько-російський газовий конфлікт 2005—2006 | Українсько-російський газовий конфлікт 2005—2006 |
| ------------------------------------------------ | --- |
|                                                  | |
| час                                              | березень 2005 — 4 січня 2006 |
| подробиці                                        | економічне протистояння між компаніями «Газпром» та «Нафтогаз» щодо умов постачання і транзиту газу |
| наслідки                                         | у ніч на 1 січня РФ зупинила постачання газу, 4 січня було підписано договір, за яким закінчувалася практика оплати транзитом за постачання газу і ці дві речі стали розглядатися окремо, погоджено нову ціну за постачання газу у $95/1000 м³ |

| Сирна війна | Сирна війна |
| ----------- | --- |
|             | |
| час         | січень — червень 2012 |
| подробиці   | торговельно-економічне протистояння між Україною та Росією внаслідок боротьби за російський ринок збуту сиру, було використане як інструмент економічного тиску                                                           |
| наслідки    | незалежна експертиза 4 дослідних лабораторій РФ та України не виявила рослинних олій в заборонених до експорту в Росію українських твердих сирах, орієнтовні втрати від невиконаного експорту склали біля 300 млн доларів |

| Шоколадна війна | Шоколадна війна |
| --------------- | --- |
|                 | |
| час             | серпень — грудень 2013 |
| подробиці       | торговельно-економічне протистояння між Україною та Росією, викликане забороною продажів у Росії продукції української кондитерської компанії «Roshen», було використане як інструмент економічного та політичного тиску |
| наслідки        | Росія не змогла надати доказів, проти виступив Таджикистан, згодом Молдова, Киргизстан, Білорусь і Казахстан заявили про цілковиту безпечність продукції Рошен, після чого Росія пом'якшила свою позицію                 |

#### Торгівля зброєю
у 2013 році російська громадянка, нині затримана чеською владою за шпигунство, Олена Шапошнікова, серед іншого, передавала інформацію про заплановані постачання до В’єтнаму понтонних мостів та КрАЗів для в’єтнамського міністерства оборони. Чим угода не сподобалася ГРУ — незрозуміло, але 17 грудня судно невдовзі після відправлення з болгарського порту відключило транспондер і безвісти зникло. Ця подія зірвала і вже намічені майбутні постачання.

## Прикордонні та військові інциденти

### У Криму

#### 1992
Перші широкомасштабні дії проти України датуються 1992 роком. Завдання-мінімум для росіян – не ділитися Чорноморським флотом. Цитата із наказу Івана Капітанця, першого заступника Головкома російського ВМФ: 
К офицерам, мичманам, прапорщикам, создающим нездоровую обстановку в воинских коллективах, склонных к измене Родине и принятию присяги на верность Украине, применять суровые меры воздействия вплоть до увольнения с занимаемой должности и увольнения со службы
Особливий переполох викликало повідомлення від 22 лютого 1992 року. Тоді українську присягу склав 880-ий окремий батальйон морської піхоти – найкращий у з’єднанні за результатами попереднього, 1991-го року. Головний штаб ВМФ у Москві одразу видав директиву розформувати батальйон. У квітні 1992 року поблизу школи прапорщиків, де розмістилась організаційна група з формування ВМС України, почала чергувати машина з комплексом радіоелектронного придушення. Російські радисти перешкоджали зв’язку й вели радіоперехоплення.
Під охорону російської морської піхоти взяли штаб ВПС ЧФ і штаб Кримської бази у селищі Новоозерне – а тамтешній взвод охорони розформували через складання української присяги.
У ніч проти 8 квітня 1992 року у зв’язку зі складанням української присяги офіцерами штабу Кримської бази до Новоозерного ввели бойову техніку 361-го полку 126-ї дивізії берегової оборони ЧФ: 4 БТР і 2 мотострілецькі взводи з Євпаторії.
До озера Донузлав увійшли два ракетні катери й два корвети, заблокувавши кораблі, особовий склад яких склав українську присягу. При цьому наказ штабу флоту передбачав узяти під охорону бронетехніку й будівлю Євпаторійської місцевої ради, але командир 361-го полку його не виконав.
9 липня 1992 року склав українську присягу особовий склад військової комендатури Севастопольського гарнізону – пункту управління Головної бази. Це був удар у самісіньке серце проросійських сил. 10 липня о 12:25 у 810-ій бригаді морської піхоти зіграли бойову тривогу, яка перетворилася на бойову готовність «повна»: особовому складу видали бронежилети й набої. Російська десантно-штурмова група з 25 осіб увійшла до комендатури.

#### 1993
У вересні 1993 року відбулася сутичка між українськими піхотинцями й російською береговою охороною. Звинувативши Україну в намаганні присвоїти собі Чорноморський флот, Росія запустила процес відокремлення Криму від України, роздаючи російські паспорти працівникам об'єктів Чорноморського флоту та ведучи антиукраїнську інформаційну кампанію по всій території Криму.

#### 1994
У травні 1994 року країна ввела на територію Криму велику кількість (близько 60 тисяч) солдатів Національної гвардії та прикордонних військ, після чого ситуація стабілізувалася. 10 червня 1994 Україна та Росія домовилися про поділ Чорноморського флоту.

#### 1997
Після підписання у 1997 році угоди про статус та умови перебування Чорноморського флоту на території України, ці домовленості систематично порушувалися (наприклад до 2005 року Севастополь патрулювали російські патрулі і служба військової автоінспекції ЧФ РФ, що не було передбачено законами України).

Того року у РФ вийшла друком книга «Коса Тузла: перечисленная территория», виготовлена О. Травніковим — депутатом законодавчих зборів Краснодарського краю, професором кафедри міжнародного права південно-російського інституту міжнародних відносин, а ще — випускником вищої школи КДБ СРСР. У цьому тексті є така фраза:
В политике маленькая Коса Тузла в Керченском проливе — это не мелочь. Это принцип. Принцип отстаивания национальных интересов России. А принципы не могут быть предметом торга.

#### 2000
24 квітня 2000 року розрахунок 854-го берегового ракетного полку Чорноморського флоту Росії здійснив обстріл українського цивільного судна «Верещагино», з протикорабельної ракети П-35Б (за іншими даними – більш потужною протикорабельною ракетою «Прогрес»). Подія відбулась коли вищевказаний полк Чорноморського флоту Росії проводив стрільби, з мису Херсонес у Севастополі на Кримському півострові, з берегового ракетного комплексу 4К44 «Редут». Випущена практична протикорабельна ракета П-35Б пролетіла 150 км та близько 13:25 влучила в правий борт судна «Верещагино» біля ілюмінатора каюткампанії капітана і вийшла з іншої сторони. В момент влучання ракети весь екіпаж окрім електромеханіка, а це 16 осіб, та ще 5 пасажирів знаходилось на кампузі де проводився обід.
Командування Чорноморського флоту Росії поклало вину за інцидент на капітана корабля, який зайшов у район стрільб. Перший заступник начальника Чорноморського флоту віцеадмірал Алєксандр Цубін, який на момент події керував силами закриття району виконання ракетних стрільб кораблями та береговими військами, виказав протест щодо пред'явлення будь-яких претензій у зв'язку з ракетним обстрілом.
За свідченнями екіпажу та командира «Верещагино» — жодних попереджень вони не отримували. Також за допомогою навігаційної РЛС не бачили жодне судно в радіусі 60 миль від себе. Водночас сам закритий район був під охороною 13 плавзасобів Чорноморського флоту Росії, які мали не допустити заходження будь-яких суден в район.

#### 2002
2002 року депутат О. Травніков засновує «крайовий депутатський комітет» з повернення острова Коса Тузла під юрисдикцію РФ. Протягом року члени комітету надіслали декілька листів-звернень на адресу Путіна та держдуми РФ з вимогою вчинити дії, спрямовані на те, аби надати острову статусу російської території. У разі ж якщо Україна добровільно не віддасть Тузлу, «комітетівці» пропонували висадити поблизу Керчі військовий десант.

#### 2003
16 вересня 2003 року Путін здійснив робочий візит до Краснодарського краю, за підсумками якого повідомив про затвердження плану «взаємодії міністерств і відомств для розв’язання проблеми воєнно-дипломатичної присутності росії в Чорноморсько-Азовському регіоні». 18 вересня відбулося засідання адміністрації Краснодарського краю, на якому було ухвалено «технічне» рішення про будівництво дамби у Керченській протоці. 27 вересня українські прикордонники зафіксували підхід до рибальського причалу на острові Коса Тузла катера з двома російськими репортерами з телеканалу НТВ, котрі розпитували місцевих мешканців про їхнє ставлення стосовно приєднання острова до РФ. 29 вересня Росія розпочала активну фазу будівництва дамби до українського острова Тузла. 30 вересня МЗС України направило МЗС РФ першу ноту протесту, що залишилася без відповіді.
22 жовтня в Сімферополі перед будинком кримського парламенту відбувся проросійський мітинг, учасники якого заявили про готовність передати росії разом з островом Тузла весь Крим. Акцію організували проросійські організації «Російська Громада Криму», «Руський Блок», комуністи та інші.
23 жовтня будівництво дамби зупинили після того, як будівельники досягли українського прикордонного понтона і між українськими прикордонниками й російськими будівельниками залишалося близько 100 метрів. Того ж місяця Україна провела військові навчання з пусками ракет поблизу мису Чауда в районі Керченського півострова в Криму.
У листопаді прем'єр-міністри РФ та України домовились про припинення подальшого будівництва дамби. 2 грудня Тузлі відкрилася нова прикордонна застава.
На думку аналітиків, метою конфлікту було вчинення тиску на Україну стосовно делімітації кордону в Керченській протоці та Азовському морі.

### За межами Криму
З початку січня 1994 року за наказом штабу російського ЧФ почали відключати навігаційні вогні й світлові знаки у північно-східній частині Чорного моря. Судноплавство до портів України стало неможливим. Одночасно вивозили гідрографічне обладнання.
8 квітня 1994 року стався черговий конфлікт між Чорноморським флотом і ВМС України, коли на гідрографічному суді ЧФ «Челекен» намагалися вивезти радіонавігаційне обладнання з Одеси. Вранці 9 квітня зупинити «Челекен» відправили українські прикордонні катери. У повітря були підняті чотири штурмовики Су-25. У відповідь з Севастополя на зустріч судну-втікачеві вийшла ціла корабельна ударна група ЧФ. Конфлікт ставав все більш небезпечним, і, щоб уникнути відкритого зіткнення, в Києві вирішили перевірити судно в Севастополі. Але там росіяни перевантажили все обладнання на інші судна, і українці не змогли довести факт пограбування.
Однак командування ЧФ прорахувалося. На цей момент уже вивели до Росії 98-у гвардійську повітрянодесантну дивізію – і баланс сил у південних областях України змінився. Українські десантники захопили 318-й дивізіон кораблів консервації в Одесі, який чинив збройний опір під час подій з «Челекеном». «Дивізіон застосував зброю і виступив проти української влади, тому його дні були скінчені», – говорив командувач ВМС Володимир Безкоровайний.
За кілька тижнів на об’єктах флоту по всьому Північному Причорномор’ю підняли українські прапори. Росіяни відступили до Криму.
| час                         | місце                     | подробиці | наслідки                                                                              |
| --------------------------- | ------------------------- | --- | ------------------------------------------------------------------------------------- |
| 24 квітня 2000              | акваторія Чорного моря    | стрільби ЧФ РФ з мису Херсонес, випущена ракета П-35Б з БРК «Редут» влучила в правий борт судна «Верещагіно» | командування ЧФ РФ поклало вину за інцидент на капітана цивільного корабля            |
| 4 жовтня 2001               | акваторія Чорного моря    | російський літак Ту-154, що виконував рейс Тель-Авів — Новосибірськ, ймовірно був збитий ракетою 5В28        | Україна не визнала вину, станом на 2023 рік юридичне рішення відсутнє                 |
| 29 вересня — 23 жовтня 2003 | острів Тузла              | Росія відмовлялася визнати Тузлу островом, наполягаючи на тому, що це коса                                   | збереження українського контролю, Росія не визнала правовий статус острова            |
| 17 липня 2013               | акваторія Азовського моря | таран баркаса з українськими рибалками катером берегової охорони ФСБ, 4 загиблих                             | Росія відмовилася від проведення спільного розслідування, єдиного вцілілого звільнено |

20 лютого 2014 вказана дата як дата початку нападу на Україну та анексії Криму у медалях Міністерства оборони РФ, впроваджених 21 березня 2014 року

### Поділ майна Радянської Армії
За час суперечки між Україною та Росією, у період невизначеності, з балансу Чорноморського флоту з різних причин списали 788 суден, які перевели до інших підрозділів флоту Росії.  
| час            | місце                  | подробиці                                                                                             | наслідки                                                                                |
| -------------- | ---------------------- | --- | --------------------------------------------------------------------------------------- |
| 1 грудня 1991  | Севастополь            | викрадення у нейтральні води (і далі у РФ) крейсера «Адмірал флоту Радянського Союзу Кузнецов»        | РФ викрадений крейсер не повернула і включила до складу Північного флоту                |
| cічень 1992    | Стрий                  | викрадення на територію Білорусі (і далі у РФ) 6 бомбардувальників Ту-22М3 під виглядом навчань       | РФ викрадені літаки не повернула                                                        |
| cічень 1992    | Донузлав               | несанкціонований перехід корабля МПК-116 з Донузлава на головну базу ЧФ — в Севастополь               | РФ викрадений корабель не повернула                                                     |
| 21 липня 1992  | акваторія Чорного моря | перехід корабля ЧФ СКР-112 під командуванням капітан-лейтенанта Сергія Настенка із Криму в порт Одеси | військові РФ пробували переслідувати корабель, Україна викрадений корабель не повернула |
| 13 лютого 1992 | Старокостянтинів       | викрадення 6 бомбардувальників Су-24 під час проведення планових тренувальних польотів                | РФ викрадені літаки не повернула                                                        |

У червні 1995 року в Сочі підписали ще одну важливу угоду, в якій було зафіксовано, що Україні залишиться 18,3% Чорноморського флоту, а Російській Федерації – 81,7% із числа кораблів та суден, зафіксованих станом на 3 серпня 1992 року, без урахування вже вкрадених Росією 788 суден.